# Graufischer
Der Graufischer (Ceryle rudis) ist ein Eisvogel, der in Afrika entlang des Nils, südlich der Sahara und im südlichen Asien von der Türkei bis zur Volksrepublik China vorkommt. Er ist ein Standvogel, zieht also im Winter nicht weg.

## Nahrung

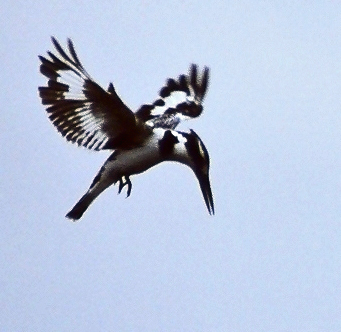
Ein Graufischer im Rüttelflug bei der Jagd

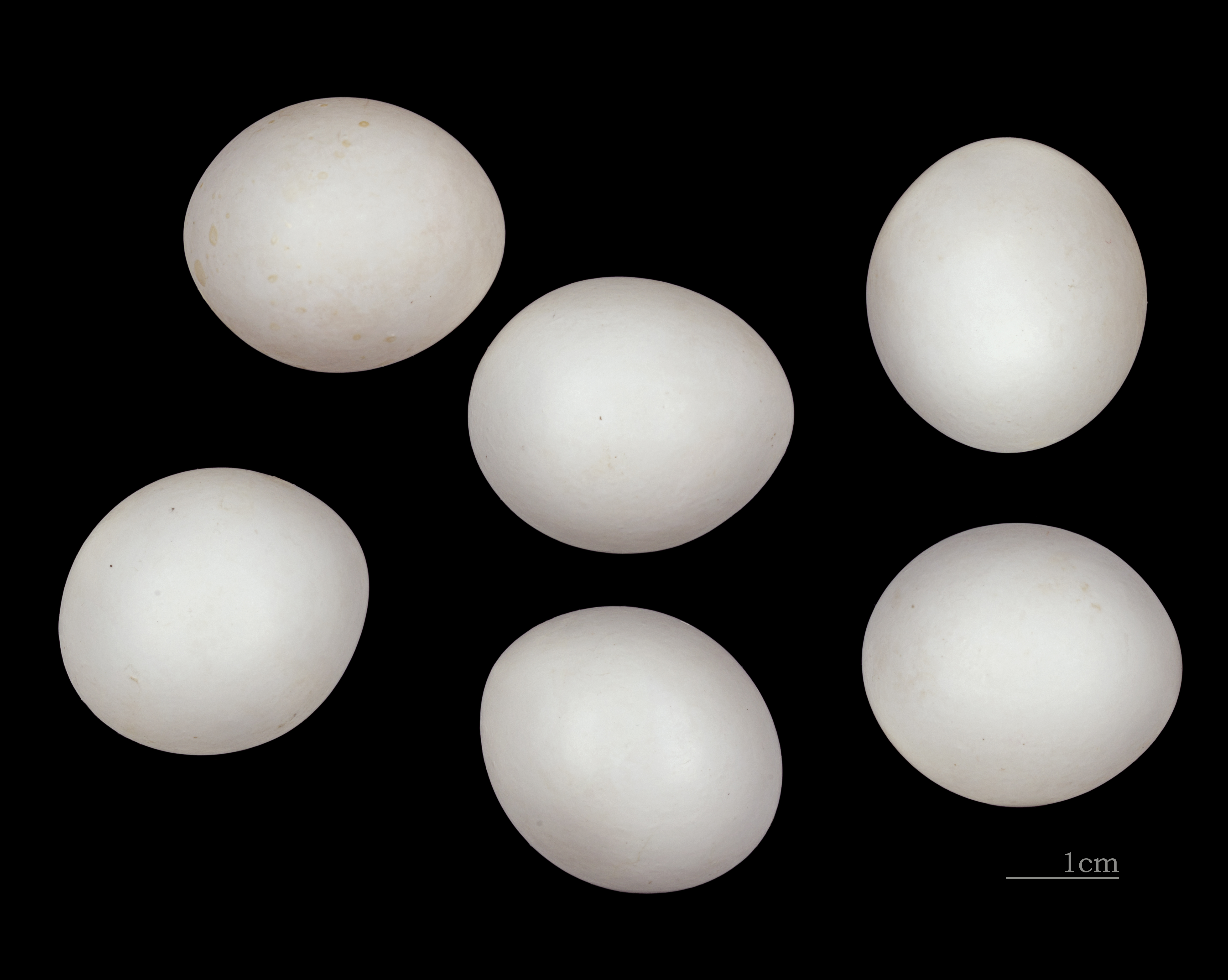
Gelege von Ceryle rudis

Er ernährt sich hauptsächlich von Fischen, frisst aber auch Krustentiere und Wasserinsekten.
Neben der üblichen Jagdtechnik, auf einem Ast auf die Beute zu lauern, kann der Graufischer im Rüttelflug über dem Wasser nach Fischen suchen. Er muss auch nicht zu einem Zweig zurückkehren, um die Beute zu verschlingen. Dies gelingt ihm auch während des Fluges. Diese Anpassung macht es ihm auch möglich, über dem Meer zu jagen.

## Merkmale
Der Graufischer wird 25 cm lang; er hat ein schwarz-weißes Gefieder. Am Kopf ist ein struppiger, teilweise aufgestellter Schopf. Anders als die meisten Eisvogelarten ist er gesellig und bildet am Abend große Schwärme. Dieser Vogel kann leicht gezähmt werden.

## Brutbiologie
Das Nest ist eine mit Fischschuppen und -knochen ausgekleidete Höhle in einer Sandbank, einzeln gelegen oder in einer Kolonie. Das Gelege besteht aus 3–6 weißen Eiern.

## Unterarten
Es sind fünf Unterarten bekannt:
- Ceryle rudis syriacus Roselaar, 1995 kommt von der Türkei bis Israel und östlich bis in den Südwesten des Irans vor.
- Ceryle rudis rudis (Linnaeus, 1758) ist in Ägypten und in Afrika südlich der Sahara verbreitet.
- Ceryle rudis leucomelanurus Reichenbach, 1851	kommt im östlichen Afghanistan über Indien bis ins südliche China und das nördliche Indochina vor.
- Ceryle rudis travancoreensis Whistler, 1935 ist im südwestlichen Indien verbreitet.
- Ceryle rudis insignis Hartert, EJO, 1910	ist im östlichen und südöstlichene China und auf Hainan verbreitet

## Literatur

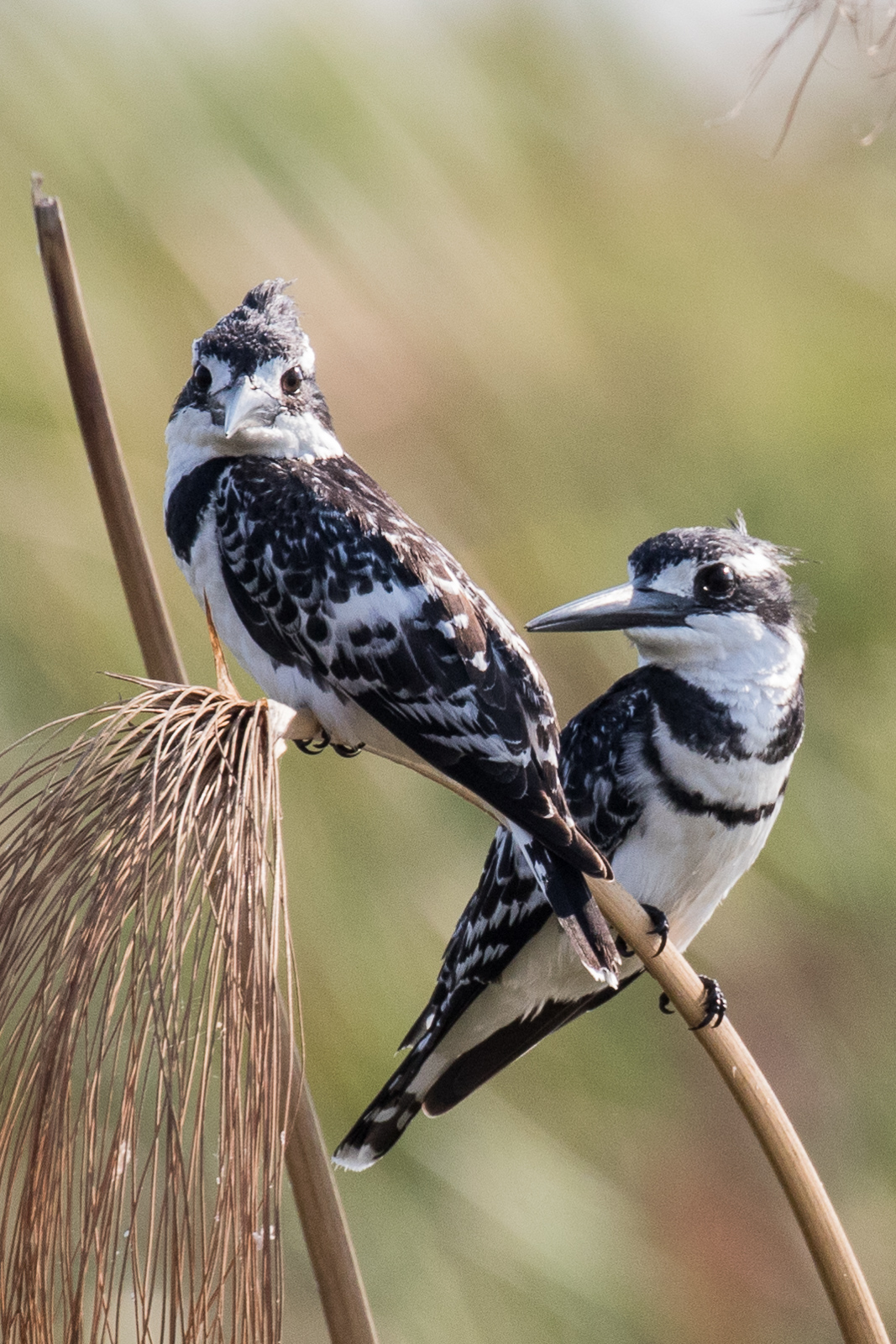
Graufischer Pärchen, Männchen rechts